# Harig-wilgenroosjesgalmot
De harig-wilgenroosjesgalmot (Mompha bradleyi) is een vlinder uit de familie wilgenroosjesmotten (Momphidae). De wetenschappelijke naam is voor het eerst geldig gepubliceerd in 1965 door Riedl.
De soort komt voor in Europa.